# John Augustine Zahm
John Augustine Zahm (New Lexington, Ohio, 11 de junio de 1851-Múnich, 10 de noviembre de 1921) fue un escritor católico estadounidense, que también publicó bajo el seudónimo de H. J. Mazans y J. A. Manza.
Vivió en Notre-Dame, Indiana en 1871, en cuya universidad se licenció en letras. En 1875 fue director de la sección de Ciencias de esa casa de estudio, y en 1895 el papa León XIII le otorgó el doctorado en filosofía. Fue provincial de la orden religiosa paulista, también llamada de la Santa Cruz, en los Estados Unidos en 1897.
Perteneció a la Sociedad Francesa de Física, a la Sociedad Científica de Bruselas, a la de los Arcades de Roma y a la de Dante de Florencia.

## Obras
- John Augustine Zahm (1896), Evolution and dogma, Chicago: D. H. McBride, OL 7119332M.
- John Augustine Zahm (1896), Scientific theory and Catholic doctrine, Chicago: D. H. McBride & co.. (Texto completo)
- John Augustine Zahm; H. J. Mozans (1910), ... Up the Orinoco and down the Magdalena, New York: D. Appleton and company, OCLC 1709644. (Texto completo)
- John Augustine Zahm (1911), Along the Andes and down the Amazon, New York: D. Appleton. (Texto completo)
- John Augustine Zahm (1917), The quest of El Dorado, New York: D. Appleton and company, OCLC 2589236. (Texto completo)
- John Augustine Zahm; H. J. Mozans (1913), Woman in science, New York: Appleton. (Texto completo)